# Thuidium torrentium
Thuidium torrentium är en bladmossart som beskrevs av C. Müller 1899. Thuidium torrentium ingår i släktet tujamossor, och familjen Thuidiaceae. Inga underarter finns listade i Catalogue of Life.